# OU-540

## Introducción
La carretera OU-540 (inicialmente N-540) une la ciudad de Orense con Portugal. Esta carretera es la principal vía de comunicación con la ciudad das Burgas para los 25.000 habitantes que residen en las comarcas de Terra de Celanova y la Baja Limia .
El tráfico medio diario de esta vía es de la capital termal a Celanova 5000 en ambos sentidos y desde el enlace con la reciente autovía AG-53 (Celanova sur) a Lobios entre 3000 y 2000 vehículos diarios, cayendo a los 950 en el paso fronterizo de Portela do Homen, es también un buen punto de enlace con la comarca de la Baja Limia ya que con esta carretera los habitantes de dicha comarca se encuentran aproximadamente a una hora de la capital de la provincia.

## Obras Recientes
Se están realizando obras entre Bande y la frontera portuguesa para mejorarla, ya que presenta en este tramo deficiencias en el firme.

 
Desde el año 2013 esta carretera se encuentra desdoblada en el tramo Orense - Celanova sur por la autovía AG-31.
- Datos: Q9051426